# Једноставне индигестије бурага
Индигестије, или лат. Atonia et insufficientio proventriculorum, indigestio simplex, представљају поремећаје које настају као последица промена у моторној функцији преджелудаца, поремећаја физиолошког статуса флоре и фауне преджелудаца и биохемијских процеса и стварање и ресорпција токсина, а за последицу има поремећаје општег стања здравља код говеда, оваца и коза и са последичним поремећајем варења хране у преджелуцима. 

## Симптоми
Обољење почиње смањењем апетита. Производња млека се постепено смањује. Понашање животиња је непромењено или постоји блага депресија. Преживање престаје. Опстипација се јавља у већини случајева, а дијареја може да се јави услед покварене хране. Покрети бурага су смањени по броју и јачини или их уопште нема. Може се јавити блага тимпанија, поготово код замрзнуте и покварене хране. Код блажих облика долази до спонтаног опоравка, уколико се отклони узрок. Ако настане интоксикација организма, животиња испољава слабост или трајно лежање. Пулс, телесна температура и дисање су непромењени. Бол не може да се установи перкусијом абдомиланог зида са леве стране. Уколико је утврђен болни процес, он најчешће нестаје када се успоставе нормални покрети бурага, и смањи његова величина. 
Да би били сигурни да је реч о индигестији, на лабораторијски преглед се шаље садржај бурага и испитује се његов хемијски састав, микробиолошка флора и фауна, а нарочито pH вредност. Вредност pH од 6,2 до 7 сматрају се нормалне. Код говеда које се хране концентратом, pH се креће од 5,5 до 6. Код говеда која се хране кабастом храном, тако ниске вредности треба да изазову сумњу на ацидозу у бурагу. Прегледом мокраће на присуство кетонских тела искључује се индигестија настала због кетозе.

## Узроци
Узроци који доводе до примарних индигестија су различити: грешке у саставу оброка, начину и режиму исхране, нагли прелазак са једне исхране на другу, нередовно храњење и напајање, давање превише уситњене хране (концентрати) без довољно кабастог дела оброка, давање слабо сварљиве кабасте хране (слама и сено лошег квалитета), давање плесниве, труле, загрејане или смрзнуте хране, давање већих количина зрневља житарица или концентрата у исхрани, прекомерно давање силаже (или ако се силажа даје први пут у већој количини) давање отроване хране или отровних биљака, перорално давање антибиотика, сулфонамида или антибиотика који штетно делују на микрофлору бурага. 
Преживари тешко подносе нагле промене режима исхране, нередовно храњење са краћим или дужим паузама између оброка, исхрану са доста уситњеном храном, као и са течном храном, али без довољно кабастих хранива која представља основни узрок појава индигестија. Такође, честе грешке у исхрани су давање довољно кабасте хране, али слабијег квалитета, која је слабо сварљива, нарочито када је мање уношење протеина.
Индигестије и атонија бурага, такође, могу настати секундарно услед разних обољења и поремећаја у организму (токсемија, кетоза, маститис, болести усне дупље, ензоотске пнеумоније, уролитијазе, авитаминозе и других), али се онда јављају и други знаци болести.
Процеси варења хране у преджелуцима искључиво се своде на активност микрофлоре и микрофауне присутне у бурагу. У случају грешака у исхрани, и у случају наглих промена хране, долази до поремећаја састава микрофлоре и микрофауне преджелудаца, јер микроорганизми не могу брзо да се адаптирају на нове промене у бурагу. У случају поремећаја састава микрофлоре долази до неправилног разлагања хране и стварања токсичних супстанци које доводе до поремећаја нервно-мишићне раздражљивости тонуса глатке мускулатуре преджелудаца и до оштећења њихове слузокоже. Рецорпцијом (усвајањем) насталих токсичних материја долази до њиховог штетног дејства на паренхиматозне органе и нервни систем. Промене у преджелуцима могу довести до измене pH бурага (ацидоза и алкалоза бурага) и стварања хистамина. 

## Лечење
Кориговати грешке у храни. Првих један до два дана треба ускратити храну, а затим давати квалитетно сено. У лакшим случајевима може доћи до спонтаног оздрављења за неколико дана. Уколико је киселост садржаја бурага повећана потребно је дати алкалије: натријум бикарбонат 250 грама, калцијум карбонат 250 грама, магнезијум карбонат 200 грама или магнезијум оксид 200 грама помешани са неколико литара воде које се дају перорално и апликација се може поновити за 24 часа и 48 часова, као и смеша калцијум карбоната 100 до 200 грама и калцијум сахарата 50 до 100 грама. У случају алкалозе бурага даје се млечна киселина 50-70 ml у 10 литара воде и натријум пропионат 100 грама. Може се давати аскорбинска киселина 50 грама, затим 80 постотна сирћетна киселина 500 ml у 10 литара воде, глутаминска киселина 100 до 200 грама такође у 10 литара воде. Код ацидогене микрофлоре и присуства трулежних бактерија перорално се дају антибиотици: окситетрациклин (код ацидозе) или стрептомицин (код алкалозе). За стимулацију раста и активности микрофлоре дају се свеж пекарски квасац (500-1000 грама сондом).
У последње време све се више користе препарати на бази зеолита, или других стабилизатора електрохемијске реакције као што је бентонит. Ацидозу крви треба сузбијати лаганом интравенозном инфузијом 1,4 постотним раствором натријум-бикарбоната у количини од 1 до 2 литре. Натријум-лактат је стабилан пре стерилисању кувањем и зато је бољи у односу са натријум-пропионат. 
Код индигестије удружене са токсемијом дати инфузију раствора 5 до 10 постотне глукозе у физиолошком раствору натријум-хлорида (3 до 5 литара дневно), заједно са анеурином, витамином Ц, Б1 и кофеином, затим се могу давати антихистаминици, кортикостероиди, аналептици и кардијаци. На тржишту постоје готови препарати за сузбијање индигестије код преживара. 

### Лечење код оваца
Отклонити узрок који је изазвао индигестију и кориговати грешке у исхрани. Првих неколико дана давати мале количине квалитетног сена више пута на дан. Лечење је као и код говеда.

## Превентива
Оброк за преживаре треба бити избалансиран у квантитативном, квалитативном и енергетском смислу. Однос хранљивих материја (протеина, лако сварљивих угљених хидрата и целулозе) у оброку мора да буде уравнотежен и режим исхране да буде правилан. Говеда која се хране хранивима са лако сварљивим угљеним хидратима (концентрати) морају имати одређен удео кабасте хране (најмање 25% оброка за млечне краве). Прелазак на исхрану другим хранивима мора бити постепен. Избегавати давање великих количина протеина, као и хранива богата уреом, нитритима и нитратима, а код повећаног њеног удела у оброку обавезно дати потребну количину лако сварљивих угљених хидрата. Храна не сме да буде покварена, плеснива, трула, загађена трулежним бактеријама, земљом и отпадним водама. Код јунади у почетку това прелазак на концентровану храну треба да буде постепен, удео концентрата у односу на кабасти део треба да износи 40:60, или 50:50, и тако давати првих 7 до 10 дана, а касније се постепено може смањивати кабасти део хране све док се не сведе на 10-15%. Превентивно давање натријум-бикарбоната у концентратима за сузбијање ацидозе бурага код товне јунади нема ефекта у каснијој фази това. Код оваца и коза избегавати исхрану са грубом тешко сварљивом храном.